# Кын (посёлок)
Кын — посёлок (в 1948—1996 годах — посёлок городского типа) Пермского края России. Входит в Лысьвенский городской округ.

## География
Расположен на реке Кын (приток реки Чусовой), которая делит посёлок на две части.

## История
Возник в начале XX века (впервые упоминается в 1914 году) как посёлок железнодорожной станции, при строительстве линии Кузино — Лысьва. Название дано по расположенному рядом старинному селу Кын. 
В 1948—1996 годах являлся посёлком городского типа (рабочим посёлком). В 1996 году преобразован в сельский населённый пункт (посёлок).
В 2004—2011 годах был центром Кыновского сельского поселения Лысьвенского муниципального района.

## Население
| 1959  | 1963  | 1970  | 1979  | 1989  | 2002  | 2010  |
| ----- | ----- | ----- | ----- | ----- | ----- | ----- |
| 4425  | ↘3800 | ↘3133 | ↘2658 | ↘2412 | ↘2313 | ↘1949 |
| 2021  |       |       |       |       |       |       |
| ↘1321 |       |       |       |       |       |       |

## Экономика
Работает АО «Кыновской леспромхоз». Железнодорожная станция Кын направления Калино-Кузино-Бердяуш. Станция Кын имела ранее статус участковой, существовало оборотное паровозное (позже — тепловозное) депо (в настоящее время не действует). Часть путей демонтирована из-за малого объёма маневровой работы. В сутки через станцию проходит несколько пригородных поездов, с 2020 года возобновлено сквозное движение грузовых поездов, прерванное в 90-х.